# Eclissi solare del 29 aprile 1995
L'eclissi solare del 29 aprile 1995 è un evento astronomico che ha avuto luogo il suddetto giorno attorno alle ore 17.33 UTC. 
L'eclissi, di tipo anulare, è stata visibile in Perù, nell'Ecuador sud-orientale, nella Colombia sud-orientale e in Brasile.
L'eclissi è durata 6 minuti e 37 secondi e l'ombra lunare sulla superficie terrestre ha raggiunto una larghezza di 196 km. L'eclissi del 29 aprile 1995 è stata la prima eclissi solare nel 1995 e la 215ª nel XX secolo. La precedente eclissi solare si è verificata il 3 novembre 1994, la seguente è avvenuta il 24 ottobre 1995.

## Percorso e visibilità
L'evento di eclissi anulare si è manifestato all'alba locale presso la piccola isola di Rapa Iti, la più piccola delle isole Bass, le isole più meridionali tra le Isole Australi, a sud dell'Oceano Pacifico. La pseudo umbra lunare si è in seguito spostata verso est e poi verso nord, entrando in sud America dalla costa nord-occidentale del Perù, nei pressi della regione di Piura. L'eclissi massima si è avuta in Ecuador nord-orientale al confine con la provincia di Zamora-Chinchipe. Successivamente, la pseudo umbra ha continuato a spostarsi verso est e sud-est, attraversando il Sud America e terminando al tramonto sull'Oceano Atlantico a circa 960 chilometri a ovest dell'isola di Ascensione.

## Eclissi correlate

### Eclissi solari 1993–1996
Questa eclissi è un membro di una serie semestrale. Un'eclissi in una serie semestrale di eclissi solari si ripete all'incirca ogni 177 giorni e 4 ore (un semestre) a nodi alternati dell'orbita lunare.

### Ciclo metonico
Le eclissi della serie metonica si ripetono ogni 19 anni (6939,69 giorni). queste eclissi si verificano quasi alla stessa data di calendario. Tutte le eclissi in questa serie si verificano al nodo discendente della Luna.